# Aéroport international Silvio Pettirossi
Pour les articles homonymes, voir ASU.

L'aéroport international Silvio Pettirossi, (code IATA : ASU • code OACI : SGAS) (anciennement aéroport Presidente Stroessner) est un aéroport domestique et international desservant la ville d'Asuncion, la capitale et la ville la plus peuplée du Paraguay. L'aéroport se trouve sur la commune de Luque dans le département Central.

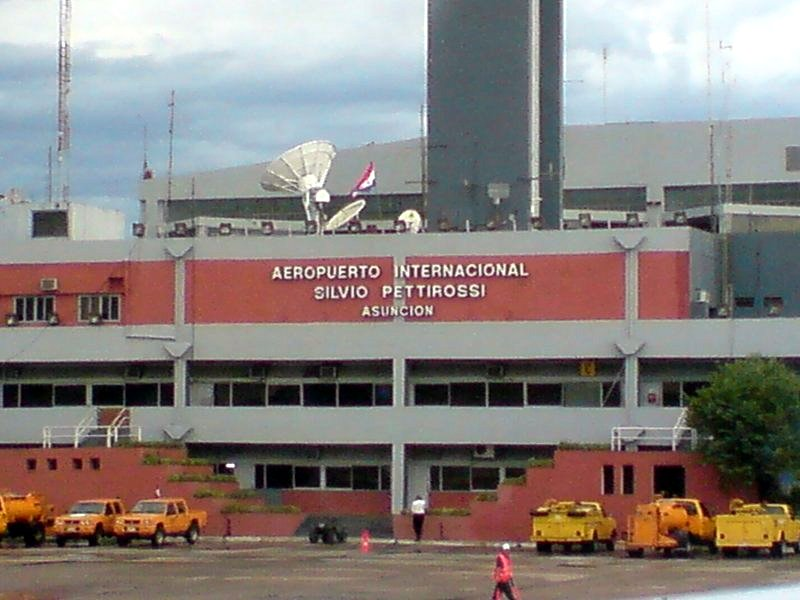

## Situation
| Asuncion Ciudad del Este Pedro Juan Caballero |

## Statistiques
Pour des raisons techniques, il est temporairement impossible d'afficher le graphique qui aurait dû être présenté ici.

Voir la requête brute et les sources sur Wikidata.

## Compagnies et destinations
| Compagnies            | Destinations |
| --------------------- | --- |
| Aerolíneas Argentinas | Buenos Aires-J. Newbery, Córdoba |
| Air Europa            | Madrid-Barajas |
| Avianca               | Bogota-El Dorado |
| Boliviana de Aviación | Viru Viru |
| Copa Airlines         | Panama-Tocumen |
| Gol Airlines          | São Paulo/Guarulhos |
| JetSmart Argentina    | Buenos Aires-J. Newbery |
| LATAM Paraguay        | Lima-J. Chávez, Santiago du Chili-A.-M.-Benítez, São Paulo/Guarulhos |
| Paranair              | Buenos Aires-J. Newbery, Buenos Aires-Ezeiza, Ciudad del Este-Guaraní, Montevideo Carrasco, Viru Viru En saison : Aéroport El Jacuel de Punta del Este (es), Florianópolis, Rio de Janeiro/Galeão |

Édité le 03/02/2020  Actualisé le 11/12/2023

## Accidents et incidents
- Le 19 décembre 2017, le vol AF229 reliant Buenos Aires à Paris doit effectuer un atterrissage d'urgence à l'aéroport d’Asunción à la suite d'une fuite de carburant. Le Boeing 777-200 s'est posé sans complication, et les 274 personnes se trouvant à bord n'ont pas été blessées[1].